# Coventry Patmore
Coventry Kersey Dighton Patmore (Woodford, Essex, 23 de julio de 1823 - Lymington, Hampshire, 26 de noviembre de 1896), conocido como Coventry Patmore, fue un poeta y crítico inglés, considerado uno de los grandes poetas del siglo XIX, a pesar del reducido volumen de su obra poética.

## Vida

### Orígenes y formación
Hijo mayor de Peter George Patmore, también escritor, nació en Woodford (Essex) el 23 de julio de 1823. Su padre era un hombre de letras y un escritor capaz e imaginativo, que vivía entre escritores, formando parte del grupo que incluía a Lamb, Hazlitt, Leigh Hunt, «Barry Cornwall» y otros de menor renombre. Recibió una educación privada y sin perspectiva de ninguna profesión en particular; fue en general su propio maestro, pero, como reconocería afectuosamente, aprovechando en gran medida los preceptos de su padre en lo referente a literatura inglesa, y de él derivó su temprana pasión por la literatura. Su primera ambición fue convertirse en un artista, y se mostró muy prometedor, resultando galardonado con la paleta de plata de la Sociedad de las Artes en 1838. En 1839 pasó seis meses en una escuela francesa de St. Germains, y comenzó a escribir poesía. A su regreso, su padre consideró la publicación de algunos de esos poemas de juventud; pero entretanto Coventry había empezado a interesarse por la ciencia, y la poesía quedó apartada. Posteriormente consideró tomar las órdenes sagradas, pero se desanimó en parte por la incapacidad de su padre para manutenerle en la universidad y en parte por escrúpulos únicamente relativos a la posición de la Iglesia de Inglaterra; pues, aunque su padre era un librepensador, sus propios estudios y reflexiones le habían reconciliado ya con el cristianismo ortodoxo. Pronto, sin embargo, retomaría sus intereses literarios.

### Madurez y últimos años
Hacia la década de 1840, el padre de Patmore se vio envuelto en problemas financieros, debido a unas desafortunadas especulaciones en los ferrocarriles. P. G. Patmore dejó inevitablemente a su hijo, esmeradamente educado pero desprevenido para cualquier profesión, que se ganara un complicado sustento. Hasta ese momento, sus circunstancias habían sido buenas y no había hecho ningún intento serio de ganarse la vida. En aquel momento percibía un exiguo sustento gracias a las traducciones y colaboraciones en publicaciones periódicas hasta que, en noviembre de 1846, Monckton Milnes (más tarde Lord Houghton), tras haber conocido a Coventry Patmore en casa de Mrs. Procter, e interesado por su fachada intelectual y su evidente pobreza, lo recomendó para un empleo en la biblioteca del Museo Británico, y esto fue lo que posibilitaría su matrimonio. Así fue como el joven Patmore accedió a un puesto de ayudante de bibliotecario que ocuparía diligentemente durante diecinueve años, dedicando su tiempo libre a la poesía. En septiembre de 1847 contrajo matrimonio con Emily Augusta Andrews (n. 29 de febrero de 1824), hija de un clérigo inconformista que fue preceptor de griego de Ruskin antes de que el joven estudiante fuera a la universidad: el Dr. Andrews de Camberwell. Emily Augusta era una dama poseedora de encantos intelectuales y personales muy poco comunes, y un modelo de agradable afabilidad y lúcido sentido común. El matrimonio fue sumamente feliz, a pesar de que las preocupaciones y gastos de una familia en aumento y, al cabo de un tiempo, el deterioro de la salud de Mrs. Patmore, llevaban con frecuencia a Patmore a una situación de gran ansiedad. Parece ser que en esta época ayudó a Milnes en la preparación de Vida y correspondencia de Keats (1848), pero es difícil determinar en qué medida. Ninguna parte de esta obra puede haber sido escrita por él. Nunca comprometió su independencia, y trabajó duro para mantener a su familia escribiendo en revistas, especialmente la Edinburgh y la North British, esfuerzos tanto más meritorios cuanto que el trabajo no era de su agrado. Una excepción a su habitual indiferencia hacia la labor de otros hombres era la admiración que en aquella época sentía por Tennyson, con quien se relacionaba tanto como le permitían el alejamiento del viejo poeta de la ciudad y su aversión a escribir correspondencia. Otra amistad, que tuvo resultados más importantes, fue su relación con Ruskin, que había sido alumno del padre de Mrs. Patmore; el entusiasmo de Ruskin por la arquitectura era plenamente compartido por Patmore, que escribió sobre este tema con mucho más disfrute y espontaneidad que sobre literatura. Por aquel entonces, los prerrafaelitas casi habían sucumbido a la generalizada hostilidad suscitada por su originalidad y sus peculiaridades cuando, a instancias de Patmore, Ruskin escribió la memorable carta a The Times que cambió el sentido de la opinión pública.
En el Museo se mostraba austero y distante entre sus compañeros, pero resultó no obstante decisivo en la puesta en marcha del movimiento voluntario en 1852, después del golpe de Estado de Luis Napoleón en diciembre de 1851. Otros se ofrecieron al mismo tiempo, pero la idea fue originalmente suya. Escribió una importante carta sobre el tema a The Times, y suscitó un gran entusiasmo marcial entre sus colegas. En su labor poética, si Patmore conservaba algún deseo de proseguir con el tema del connubio, este debió de haberse visto refrenado por su irreparable pérdida al morir su esposa el 5 de julio de 1862. Durante mucho tiempo había permanecido postrada por la tisis, y solo los devotos cuidados de él habían prolongado su vida. Le dejaba tres hijos y tres hijas. Marchó al extranjero por motivos de salud, se convirtió (en 1864) a la religión católica, que probablemente habría profesado muchos años antes de no haber sido por la influencia de su esposa, y en 1865 se casó de nuevo, siendo su segunda esposa Miss Marianne Caroline Byles (n. 23 de junio de 1822), una dama de modales nobles aunque reservados, y de singular exquisitez moral, segunda hija de James Byles de Bowden Hall (Gloucester). Era una mujer de considerable fortuna tanto como belleza, y profesaba la misma fe que Patmore (el catolicismo). Un año después, en 1866, Patmore adquirió una finca en East Grinstead, cuya historia puede ser leída en Cómo administré mi finca, publicado en 1886. Su familia permaneció bajo su techo, con la excepción de dos hijos lo suficientemente mayores para hacer su propia vida, y una hija que después de un tiempo ingresó en un convento.
Sus relaciones con la Iglesia de la que se había convertido en miembro eran curiosas; detestaba y despreciaba al líder oficial de la misma en su país, denigraba el sacerdocio como individuo y no hacía caso del poder temporal del Papa, al tiempo que llevó a cabo cuatro peregrinaciones a Lourdes y deseaba ser enterrado con el atuendo de un fraile franciscano. No se puede cuestionar la absoluta sinceridad de su profesión católica, por más que ésta no fuera más que la manifestación exterior del misticismo que, como nos cuenta en un interesante fragmento autobiográfico, había poseído su ser desde su juventud.
Los últimos años de Patmore transcurrieron en paz, a excepción de las pérdidas familiares. Se jubiló del Museo Británico y, después de residir breves períodos en Hampstead y Highgate, adquirió la propiedad a la que dio el nombre de Heron's Ghyll, cerca de Uckfield (Sussex). Construyendo y sembrando la mejoró lo suficiente para poder disponer de ella a un precio muy superior después de algunos años. Después se instaló en The Mansion (Hastings), una hermosa casa antigua que había atraído su imaginación cuando era niño. Su segunda esposa murió en 1880, sin haberle dado hijos; en su memoria, Patmore erigiría una imponente iglesia católica en Hastings, diseñada por Mr. Basil Champneys, su futuro biógrafo. En 1881 el poeta, un tanto tardíamente en la vida, contrajo matrimonio por tercera vez, siendo su esposa Miss Harriet Robson, también católica, con quien tendría un hijo. En 1891, una modificación en la propiedad de su residencia de Hastings lo obligó a mudarse, y se instaló en Lymington, donde moriría tras un breve ataque de neumonía, el 26 de noviembre de 1896.
El carácter de Patmore era curiosamente diferente a la idea que generalmente se deriva de The Angel in the House. En lugar de una afabilidad insípida, su característica dominante era una angulosidad áspera, impregnada de contrastes de luz y penumbra como los de Rembrandt. Altivo, imperioso, combativo, sardónico, era al mismo tiempo sensible, impresionable y capaz de mostrar una profunda ternura. Era magnánimo a la par que rencoroso; egoísta y generoso por capricho; perspicaz y crédulo; noblemente veraz y propenso a las más descabelladas exageraciones, achacables en parte a la exuberancia de su pintoresco humor. Su capacidad para los negocios era tan notable como su fortaleza intelectual, y no resultaba, como esta, deformada y estropeada por la excentricidad. Esta desigualdad de carácter se ve reflejada en su poesía.

### Descendencia
Emily, hija de Patmore, murió en 1882. Henry John Patmore, el hijo menor de Coventry Patmore y de su primera esposa, nació el 8 de mayo de 1860. Estudió principalmente en el Ushaw College, donde obtuvo numerosos premios, pero que, a juzgar por sus cartas de juventud publicadas por Mr. Champneys, no habría podido hacer gran cosa para estimular sus facultades intelectuales. Sin embargo, al parecer esta puerilidad no era más que, en palabras de Emerson, "la pantalla y la envoltura con las que Pan protege su amada flor"; pues los breves poemas publicados después de su muerte no solo resultan excelentes en sí mismos, sino que constituyen un fenómeno psíquico. Poseen en grado sumo esas cualidades de soltura, harmonía y acabado que suelen ser lo último que cabría esperar en la obra de un hombre tan joven; son lo bastante parecidos a la obra del viejo Patmore como para casi parecer escritos por él, si bien a pesar de todo se diferenciaban de los suyos por un sutil e indefinible aroma propio. Difícilmente puede ponerse en duda que Henry Patmore habría resultado ser un poeta lírico encantador; difícilmente se puede conjeturar si habría llegado a ser algo más a falta de una evidencia clara de hasta qué punto sus limitaciones eran naturales y hasta qué punto se debían a un sistema educativo equivocado. Su salud siempre había sido débil y, debilitado por una grave enfermedad en 1881, el 24 de febrero de 1883 sucumbió a un ataque de pleuritis. Una selección de sus poemas fue editada para difusión privada en la imprenta de Mr. Daniell en Oxford, y parcialmente incorporada a la edición de las obras de su padre publicada en 1886.

## Carrera literaria
Tras descartar la ciencia y la carrera eclesiástica como formas de ganarse la vida, Patmore retomó sus intereses literarios, atraído por el súbito éxito de Tennyson. Había comenzado a escribir poesía en 1840, y sus primeros poemas fueron publicados por el celo de su padre, dando pie a vaticinios de futura grandeza por parte de Leigh Hunt y otros. En 1844 publicó un pequeño volumen de Poemas, no exento de singularidad, pero empañado por su irregular elaboración, que contenía, junto con otras composiciones menores, cuatro poemas narrativos: "The River", "The Woodman's Daughter", "Lilian" y "Sir Hubert", sorprendentemente originales y singulares en estilo e idea, aunque no sin trazas de Tennyson y Coleridge. Como narraciones resultan totalmente carentes de interés, casi insípidos; pero la debilidad constructiva queda mitigada por toques de penetración psicológica y poder descriptivo de todo punto sorprendentes para la edad del autor. En muchos aspectos, el volumen anticipó los principios y la obra de los prerrafaelistas en otra esfera artística, y allanó el camino para las posteriores relaciones del escritor con los líderes de dicho movimiento. Recibió numerosas críticas, tanto elogiosas como censuradoras: una carta de Bulwer con cálidos elogios y buenos consejos, y una absurda denuncia avivada por una mordaz parodia del Blackwood's, pero por lo demás atrajo escasa atención más allá del propio círculo del autor. Patmore, afligido por la acogida, compró el resto de la edición y la hizo destruir. Lo que le hirió más que todo fue una cruel reseña en el Blackwood's, escrita en el peor estilo de ofensas irracionales; pero el entusiasmo de sus amigos íntimos, junto con sus sabias críticas, hicieron mucho por ayudarlo y fomentar su talento. De hecho, la publicación de este pequeño volumen tuvo un fruto inmediato al dar a conocer a su autor a varios hombres de letras, entre los cuales se encontraba Dante Gabriel Rossetti, por cuya mediación Patmore empezó a ser conocido por Holman Hunt, sumergiéndose de este modo en el remolino del movimiento prerrafaelita, y contribuyendo en The Germ con su poema "The Seasons (Las estaciones)".
En lo que respecta a sus colaboraciones en la Edinburgh Review y en la North British Review, cabe destacar que Patmore carecía del requisito primordial de un crítico literario, la simpatía hacia el autor. Egoísta y místico, no podía tener ningún interés esencial en las ideas de nadie más que en las suyas propias, y por lo tanto su tratamiento de otros autores resulta en general insatisfactorio; si bien su buen gusto, perspicacia intuitiva y esmerado estudio de las leyes estéticas prestan con frecuencia un gran valor a sus observaciones aisladas. Patmore había conocido en 1849 al grupo de artistas prerrafaelitas, con quienes tenía mucho en común, y a cuyo órgano, The Germ, contribuyó con un notable ensayo sobre Macbeth, así como con poesías.
Entretanto, ni las preocupaciones personales ni los intereses públicos habían interrumpido la labor poética de Patmore. En 1853 fue publicada su primera obra madura, Tamerton Church-Tower and Other Poems (El campanario de Tamerton y otros poemas), que había comenzado allá por 1848. La composición que da título al volumen es, al igual que sus anteriores obras, un poema narrativo, y como tal absolutamente carente de sentido y de interés, pero repleto de exquisitos esbozos de paisajes. El volumen, que alcanzó una segunda edición en el mismo año, incluía versiones revisadas de las composiciones más exitosas de entre los Poemas de 1844, añadiendo varias poesías nuevas que mostraban una clara progresión, tanto en la concepción como en el tratamiento. Entre estas se encontraban muestras de The Angel in the House (El ángel del hogar), el largo poema que ocupaba entonces todo el tiempo y los pensamientos que podía dedicar a ello, y diseñado para ser la apoteosis del amor conyugal. La primera parte, The Betrothal (Los esponsales), fue publicada de forma anónima en 1854. El anonimato se debía a la inquietud de Patmore ante la desfavorable acogida de un libro de su padre, My Friends and Acquaintance (Mis amigos y conocidos), publicado a principios de ese mismo año. Se figuraba que el solo nombre lo condenaría; aunque, puesto que ya habían aparecido fragmentos del poema en El campanario de Tamerton, sus reservas resultaban en realidad absolutamente inútiles. Habría sido más acertado neutralizar las críticas suprimiendo las numerosas trivialidades que desfiguraban un hermoso poema; pero no cabía esperar esto, porque Patmore no lo veía así. No poseía la percepción de lo sublime en los escritos de otros o de lo ridículo en los suyos propios. A pesar de que los ocasionales deslices de The Angel en la trivialidad proporcionaban un asidero a sus detractores, la voz de los grandes críticos se mostró siempre a favor. Tennyson, Browning, Ruskin y Carlyle se prodigaron en elogios sinceros, e incluso su éxito comercial (aunque el propio autor quedó decepcionado) fue mayor de lo que razonablemente podría haberse esperado en el caso de un libro tan enteramente original y tan desprovisto de atractivos ostentosos. The Betrothal es una historia de amor versificada de gran sencillez, entremezclada con breves meditaciones, unas veces graves, otras veces epigramáticamente ingeniosas, sobre las más profundas significaciones del amor en el matrimonio. El libro se hizo célebre inmediatamente, y tuvo su continuidad en The Espousals (El desposorio, 1856), Faithful for Ever (Fieles para siempre, 1860) y The Victories of Love (Las victorias del amor, 1862). En 1858, 1863 (dos) y 1866 aparecerían nuevas ediciones de los dos primeros volúmenes de la serie. En cuanto a las dos últimas partes, Fieles para siempre y Las victorias del amor, se trata, respectivamente, de un poema de amor no correspondido y un poema de duelo. En la edición recopilatoria de sus obras, Faithful for Ever se fusionaría con The Victories of Love. Cabe decir que la calidad de la ejecución poética continuaba in decrescendo, aunque hay cosas sumamente hermosas en Fieles para siempre. No obstante, los cuatro poemarios constituyen entre sí un conjunto de reflexiones profundas, sensibles y verdaderamente poéticas sobre el amor y los amantes, embellecido con encantadoras imágenes de paisajes ingleses y de la vida familiar, tales como ningún otro poeta nos ha dado. La obvia e incontestable crítica consiste en que el tema que profesa el poeta sobre la vida matrimonial solo es abordado en las partes menos afortunadas del poemario, e incluso en estas apenas es tratado.
La muerte de su primera esposa (1862) daría un giro a su obra poética. Sus sentimientos encontraron una inadecuada expresión en The Victories of Love (Las victorias del amor), pero había llegado al punto de inflexión en su carrera, y la ruptura con su pasado era irreparable. Como había experimentado el amor dichoso desde tan pronto, el dolor de la pérdida se convertiría en gran medida en su tema posterior. La tranquilidad y el retiro le habían devuelto el impulso poético; en 1868 había editado para difusión privada nueve odas, notables tanto por su poesía como por su estructura métrica, o más bien, tal vez, por su belleza musical en ausencia de formas métricas definidas. Pueden ser consideradas como voluntarias rítmicas, en las que la extensión de los versos y la frecuencia de las rimas están determinadas únicamente por la percepción instintiva de los requisitos de la armonía por parte del escritor, y la rica y variada música así obtenida contrasta de manera no menos sorprendente con la sencillez métrica de The Angel in the House que la frecuente sublimidad de las reflexiones y la audacia del léxico con la tranquila emotividad y la intensidad sin ostentación de la obra anterior. Poco a poco se irían añadiendo otras composiciones similares, y en la edición recopilatoria de las obras del poeta en 1877 el conjunto tomaría forma como The Unknown Eros and other Odes (El Eros desconocido y otras odas) (nueva edición en 1878; 3ª edición en 1890), con cuarenta y dos odas en dos volúmenes. No es probable que alcancen la popularidad que finalmente se ganaría The Angel in the House. Pero con frecuencia muestran al poeta en un nivel superior al que había alcanzado antes, o al que sin ellas se habría considerado capaz de alcanzar; y los temas sublimes y las hermosas formas métricas han obrado en general como un antídoto contra su peor defecto, su tendencia a caer en el prosaísmo. Resultan igualmente admirables, y a menudo trascendentemente hermosas, las efusiones de emociones íntimas, con frecuencia de expresión más patética, y las descripciones de la naturaleza externa, de la fidelidad como espejo. Los puntos débiles son la expresión de aversiones políticas y eclesiásticas, meros arrebatos esplénicos desprovistos por igual de veracidad y dignidad; y unas cuantas composiciones místicas en las que, esforzándose por expresar cosas que no pueden expresarse, el poeta únicamente acumula fatuidades relucientes pero frígidas. Con todo, pensamientos profundamente conmovedores y también los más sublimes sobre el amor, la muerte y la inmortalidad son presentados bajo una imaginería extremadamente poética en las odas de The Unknown Eros. También en 1877 escribió, por expreso deseo de Mrs. Procter, una semblanza biográfica de su viejo amigo Bryan Waller Procter.
El abismo entre The Angel in the House y las Odas queda parcialmente cubierto por Amelia, publicado por primera vez en 1878, un exquisito y breve idilio similar a aquélla en el asunto y a éstas en la estructura métrica, y estimado no injustamente por su autor como su obra más perfecta. También en 1878 publicó un interesante, aunque de ninguna manera indiscutible ensayo sobre Las reglas métricas inglesas. Esta desviación hacia la crítica la continuaría más adelante (véase). Entretanto, meditaba un poema mucho más ambicioso que, tomando como tema a la Virgen, habría de incorporar sus más profundas convicciones sobre lo divino y lo humano. Al notar que le faltaba la necesaria inspiración, dejó constancia de sus reflexiones en un volumen en prosa titulado Sponsa Dei, que finalmente destruiría, supuestamente porque un jesuita insinuó que estaba divulgando a los no iniciados aquello que estaba destinado a los elegidos, pero en realidad, sin duda, porque no había sido capaz de cumplir sus expectativas.
Hacia 1885 se convirtió en colaborador habitual, con ensayos y reseñas, de la St. James's Gazette, a la sazón editada por su íntimo amigo Mr. Frederick Greenwood. Selecciones de estas colaboraciones, con adiciones de otras fuentes, serían publicadas en 1889 y 1893, bajo los respectivos títulos de Principle in Art (Principios artísticos) y Religio Poetæ.
En 1886 apareció una edición recopilatoria de sus poemas en dos volúmenes, con un característico prefacio que podría servir como epitafio del autor. "He escrito poco", reza, "pero es lo mejor que he hecho; nunca he hablado cuando nada tenía que decir, ni he escatimado tiempo o trabajo para hacer realidad mis palabras. He respetado la posteridad; y si hubiera una posteridad que se interesara por la literatura, me atrevo a esperar que me respete". La evidente sinceridad que subyace a esta afirmación, combinada con cierta carencia de humor que se observa a través de la ingenuidad de la misma, apunta a dos de las principales características de la poesía temprana de Patmore; características que llegaron a fusionarse y armonizarse de manera casi inconsciente a medida que su estilo y su intención se unían en un todo. Esta edición recopilatoria incluía también un valioso apéndice sobre las reglas métricas del inglés, ampliación de un ensayo anteriormente publicado en la North British Review. En 1895 Patmore publicó Rod, Root and Flower, un conjunto de observaciones y meditaciones, principalmente sobre temas religiosos, que probablemente incorporan gran parte de la destruida Sponsa Dei.
Lo mejor de su obra se encuentra en el volumen de odas titulado The Unknown Eros, que está repleto no solo de pasajes sino de poemas enteros en los que la meditación exaltada está expresada en versos de la más rica y majestuosa melodía. Por otra parte, el vivificador espíritu amoroso está [en esta obra] profundizado e intensificado en una cristalina armonía de la pasión terrenal con el amor divino y trascendente; la manifestación externa es considerada como un símbolo de un sentimiento a la vez eterno y esencial. La espiritualidad da forma sustancial a su inspiración; la poesía [está compuesta por] los mejores elementos, resplandeciente y viva. La magnífica composición en alabanza del invierno, las solemnes y hermosas cadencias de "Departure", y el hogareño pero sublime patetismo de "The Toys", no tienen, en sus diversas formas, parangón en la poesía inglesa por su sublimidad reflexiva y perfección expresiva. Patmore es uno de los pocos poetas victorianos de los que se puede pronosticar con seguridad que el recuerdo de sus mayores logros sobrevivirá a toda consideración de ocasionales errores en gusto y dignidad. En su mejor momento, escribía de un modo grandioso, melodía e idea en concordancia con perfección expresiva, y sus mejores poemas poseen ese aire indefinible de lo inevitable que es, después de todo, la piedra de toque del don poético. Su primera esposa, Emily Augusta Andrews, fue autora de algunos breves libros de utilidad, bajo el seudónimo de «Mrs. Motherly», y ayudó a su marido en la recopilación de su excelente colección de poesía para niños The Children's Garland, publicada en 1862.
Nadie tenía puntos de vista más sólidos sobre las leyes del arte, nadie se esforzó más fervientemente en pos de la dignidad del sujeto y la unidad de impresión, y a pesar de todo los temas de todos sus poemas objetivos resultan triviales o inadecuados a su propósito, y sus composiciones subjetivas, con pocas excepciones, interesan principalmente por la belleza de ciertos detalles aislados. Fue el último hombre en escribir, como aspiraba a hacer, el poema de su época, pero ningún poeta contemporáneo ofrece tal multitud de meditaciones "tan claras como la verdad, tan fuertes como la luz", y descripciones de un exquisito encanto y de una precisión fotográfica. Su estilo en prosa, sin llegar a la elocuencia, que nunca pretendió, es un modelo de sencillez solemne y de lucidez levemente teñida por los matices del sentimiento. Sus facultades críticas alcanzaban el máximo nivel, pero se veían afectadas por su obsesivo pecado de egotismo. A excepción de algunos de los más grandes escritores, no podía interesarse mucho por la obra de ningún hombre que no fuera él mismo. Sus aforismos religiosos y morales también tienen mucho valor; y esto es aún más cierto en aquellos expresados por casualidad en los fragmentos de correspondencia publicados por Mr. Champneys que en los que él mismo legó a la posteridad. En otras ramas del pensamiento, resulta poco más que una fuerza desperdiciada, principalmente a causa de su disonancia con su propia edad.